# Черета - Грандола (Авелино)
Черета - Грандола је насеље у Италији у округу Авелино, региону Кампанија.
Према процени из 2011. у насељу је живело 28 становника. Насеље се налази на надморској висини од 429 м.